# Алла (Бурятия)
Алла́ (эвенк. Олло, Дырэн, бур. Дэрээн) — улус в Курумканском районе Бурятии. Административный центр сельского поселения «Дырен эвенкийское».

## География
Улус расположен на Баргузинском тракте, в междуречье рек Алла и Сухотка, правых притоков Баргузина, в 55 км северо-восточнее районного центра — села Курумкан. В 1,5 км к югу от селения находится озеро Аллинское, в 3 км к юго-востоку от улуса течёт главное русло Баргузина. В 8 к западу от улуса у выхода реки Алла на Баргузинскую долину находятся Аллинские термальные источники.

## Население
| 2002 | 2010  | 2012  | 2013  | 2014 | 2015 | 2016 |
| ---- | ----- | ----- | ----- | ---- | ---- | ---- |
| 1010 | ↗1080 | ↘1028 | ↘1020 | ↘988 | ↘958 | ↗959 |
| 2017 | 2018  | 2019  | 2020  | 2021 | 2023 | 2024 |
| ↘922 | ↘894  | ↘869  | ↘844  | ↘833 | ↘809 | ↘779 |

## Инфраструктура
Средняя общеобразовательная школа, детский сад, Дом культуры, фельдшерско-акушерский пункт, участковая больница. В 8 км на запад находится Аллинский термальный источник.